# モンタナ (装甲巡洋艦)
|          |                                                                 |
| 艦歴     |                                                                 |
| 発注     |                                                                 |
| 起工     | 1905年4月29日                                                   |
| 進水     | 1906年12月15日                                                  |
| 就役     | 1908年7月21日                                                   |
| 退役     | 1921年2月2日                                                    |
| その後   | 1935年に廃棄                                                    |
| 除籍     |                                                                 |
| 性能諸元 |                                                                 |
| 排水量   | 14,500トン                                                      |
| 全長     | 504.5 ft                                                        |
| 全幅     | 72.9 ft                                                         |
| 吃水     | 25 ft                                                           |
| 機関     |                                                                 |
| 最大速   | 22ノット                                                        |
| 乗員     | 士官、兵員859名                                                 |
| 兵装     | 10インチ砲4門 6インチ砲16門 3インチ砲22門 21インチ魚雷発射管4門 |

モンタナ (USS Montana, ACR-13) は、アメリカ海軍の装甲巡洋艦。テネシー級装甲巡洋艦の一隻。艦名はモンタナ州に因む。

## 艦歴
モンタナは1905年4月29日にバージニア州ニューポート・ニューズのニューポート・ニューズ造船所で起工する。1906年12月15日にミニー・コンラッドによって命名、進水し、1908年7月21日にノーフォーク海軍工廠で艦長アルフレッド・レイノルズ大佐の指揮下就役した。
就役後大西洋艦隊に配属されたモンタナは8月5日にノーフォークを出航し、東海岸を巡航、1909年1月25日にサウスカロライナ州チャールストンからカリブ海に向かい、29日にパナマのコロンに到着した。特別任務戦隊での任務の間にモンタナは4月2日、キューバのグアンタナモ湾を出航、トルコ革命の余波からアメリカ合衆国の権益を守るため地中海に向かった。その後7月23日にジブラルタルを出航し、8月3日にボストンに到着、再び東海岸での任務を再開した。
1910年4月8日、モンタナはバージニア州ハンプトン・ローズを出航しアルゼンチン建国100周年記念祭に参加した。ウルグアイ、アルゼンチン、ブラジルを訪問し、6月30日に帰路に就く。ハンプトン・ローズには7月22日に到着した。11月10日、モンタナはタフト大統領とその一行を乗せチャールストンを出航、パナマに向かい、11月22日にハンプトン・ローズに帰還した。
モンタナは1911年7月26日に大西洋予備役艦隊入りし、ニューハンプシャー州ポーツマスのポーツマス海軍工廠でオーバーホールを行う。作業は1912年11月11日まで行われた。12月にモンタナは出航し、二度目の近東巡航を行う。ベイルート、アレクサンドレッタ、トルコのメルスィンに立ち寄り、1913年6月に帰国した。その後アメリカ合衆国が第一次世界大戦に参戦するまで東海岸での作戦活動およびメキシコ、キューバ、ハイチへの訓練巡航を行った。
参戦後数ヶ月間モンタナはヨーク川および東海岸で訓練巡航と物資、兵員輸送に従事した。1917年7月17日に巡洋艦輸送艦部隊に配属され、ハンプトン・ローズ、ニューヨーク、ノバスコシア州ハリファックスでの船団護衛任務を1917年から18年にかけて行う。また、1918年の初めには海軍兵学校生の訓練艦としてチェサピーク湾での訓練を行った。12月にフランスへの派遣を命じられ、1919年1月から7月までの間にモンタナは6度のヨーロッパ巡航を行い、8,800名の帰還兵を輸送した。
モンタナは1919年8月16日にワシントン州ブレマートンのピュージェット・サウンド海軍工廠に到着、1921年2月2日に退役した。1920年6月7日にモンタナ州ミズーラに因みミズーラ (USS Missoula, CA-13) と改名、重巡洋艦に艦種変更された。ミズーラは1930年7月15日に除籍され、9月29日にジョン・アーウィン・ジュニア社に売却される。その後ロンドン海軍軍縮条約に従って1935年10月にスクラップとして廃棄された。